# Лансфорд (Пенсільванія)
Лансфорд (англ. Lansford) — місто (англ. borough) в США, в окрузі Карбон штату Пенсільванія. Населення — 4141 особа (2020).

## Географія
Лансфорд розташований за координатами 40°49′59″ пн. ш. 75°53′5″ зх. д. / 40.83306° пн. ш. 75.88472° зх. д. (40.832974, -75.884824).  За даними Бюро перепису населення США в 2010 році місто мало площу 3,98 км², з яких 3,98 км² — суходіл та 0,00 км² — водойми.

## Демографія
Згідно з переписом 2010 року, у селищі мешкала 3941 особа в 1711 домогосподарстві у складі 980 родин. Густота населення становила 990 осіб/км².  Було 2161 помешкання (543/км²).
Расовий склад населення:
| - 94,7 % — білих - 1,0 % — чорних або афроамериканців - 0,3 % — азіатів - 0,2 % — корінних американців - 1,5 % — осіб інших рас |

До двох чи більше рас належало 2,2 %. Частка іспаномовних становила 4,3 % від усіх жителів.
За віковим діапазоном населення розподілялося таким чином: 22,6 % — особи молодші 18 років, 59,1 % — особи у віці 18—64 років, 18,3 % — особи у віці 65 років та старші. Медіана віку мешканця становила 40,7 року. На 100 осіб жіночої статі у селищі припадало 91,6 чоловіків;  на 100 жінок у віці від 18 років та старших — 89,3 чоловіків також старших 18 років.
Середній дохід на одне домашнє господарство  становив 39 363 долари США (медіана — 31 091), а середній дохід на одну сім'ю — 45 133 долари (медіана — 33 667). Медіана доходів становила 38 897 доларів для чоловіків та 29 500 доларів для жінок. За межею бідності перебувало 20,8 % осіб, у тому числі 27,3 % дітей у віці до 18 років та 3,1 % осіб у віці 65 років та старших.
Цивільне працевлаштоване населення становило 1462 особи. Основні галузі зайнятості: освіта, охорона здоров'я та соціальна допомога — 31,2 %, роздрібна торгівля — 16,8 %, виробництво — 14,3 %.